# Vlag van Zederik

Vlag van de gemeente Zederik (1987-2019)

De vlag van Zederik is op 25 mei 1987 bij raadsbesluit vastgesteld als de gemeentevlag van de Zuid-Hollandse gemeente Zederik. De vlag wordt als volgt beschreven:
Drie banen geel-wit-geel, het wit op geel gekanteeld rood gezoomd met ten minste 4 kantelen, en over het wit, op de scheiding van broeking en vlucht met een hoogte gelijk het witte vlak, een zevenbladige rode, geel gepunte roos.
Het ontwerp van de vlag is van de Stichting voor Banistiek en Heraldiek en is gelijk aan dat van het gemeentewapen. De plaatsing op de vlag is echter horizontaal, in tegenstelling tot de verticale plaatsing op het wapen. De witte baan staat voor de waterloop Oude Zederik. De zevenbladige roos staat voor de zeven opgeheven gemeenten; de gekanteelde banen herinneren aan het familiewapen van Van Arkel, waarvan een aantal wapens van de opgeheven gemeenten waren afgeleid.
Op 1 januari 2019 ging Zederik samen met de gemeenten Vianen en Leerdam op in de Utrechtse gemeente Vijfheerenlanden. De vlag kwam daardoor als gemeentevlag te vervallen.

## Verwante afbeeldingen

Het wapen van Zederik

Alkemade 
· Ameide 
· Ammerstol 
· Arkel 
· Asperen 
· Benthuizen 
· Bergambacht 
· Bergschenhoek 
· Berkel en Rodenrijs 
· Bernisse 
· Binnenmaas 
· Bleiswijk 
· Bleskensgraaf en Hofwegen
· Bodegraven 
· Boskoop
· Brielle 
· Cromstrijen 
· De Lier 
· Delfshaven 
· Dirksland 
· Everdingen 
· Geervliet 
· Giessenburg 
· Giessenlanden
· Goedereede 
· Goudswaard 
· Graafstroom 
· 's-Gravendeel 
· 's-Gravenzande 
· Groot-Ammers
· Hagestein 
· Haastrecht 
· Hazerswoude 
· Heenvliet 
· Heerjansdam 
· Hei- en Boeicop
· Heinenoord
· Hellevoetsluis 
· Hillegersberg
· Jacobswoude
· Kamerik
· Korendijk
· Koudekerk aan den Rijn
· Krimpen aan de Lek
· Langerak
· Leerdam
· Leidschendam
· Leimuiden
· Lexmond
· Liemeer
· Liesveld
· Maasland
· Middelharnis
· Mijnsheerenland
· Moerhuizen
· Moerkapelle
· Molenwaard
· Monster
· Moordrecht
· Naaldwijk
· Nederlek
· Nieuw-Beijerland
· Nieuwerkerk aan den IJssel
· Nieuw-Lekkerland
· Nieuwpoort
· Nieuwveen
· Noordwijkerhout
· Nootdorp
· Numansdorp
· Oostflakkee
· Oostvoorne
· Oud-Alblas
· Oud-Beijerland 
· Oude-Tonge 
· Oudenhoorn 
· Ouderkerk 
· Ouderkerk aan den IJssel
· Overschie
· Piershil 
· Pijnacker 
· Poortugaal 
· Puttershoek 
· Reeuwijk 
· Rhoon 
· Rijnsaterwoude 
· Rijnsburg 
· Rijnwoude 
· Rockanje 
· Rozenburg 
· Sassenheim 
· Schelluinen 
· Schipluiden 
· Schoonhoven 
· Schoonrewoerd 
· Sommelsdijk 
· Spijkenisse 
· Streefkerk 
· Strijen 
· Ter Aar 
· Valkenburg 
· Vianen 
· Vierpolders 
· Vlist 
· Voorburg 
· Voorhout 
· Warmond 
· Wateringen 
· Westmaas 
· Westvoorne 
· Woerden 
· Woubrugge 
· Zederik 
· Zevenhoven 
· Zevenhuizen 
· Zevenhuizen-Moerkapelle 
· Zuid-Beijerland 
· Zuidland 
· Zwammerdam 
· Zwartewaal